# Braian De Barros
Braian De Barros, vollständiger Name Braian Leonardo De Barros Almeida Martínez, (* 28. Dezember 1985 in Salto) ist ein uruguayischer Fußballspieler.

## Karriere
Der 1,86 Meter große, auch unter dem Namen Brian De Barros geführte Defensivakteur stand bis August 2010 in Reihen des uruguayischen Vereins Juventud. Von dort wechselte er zum venezolanischen Klub Deportivo San Antonio. Ende September 2011 kehrte er zu Juventud zurück. Bei der Mannschaft aus Las Piedras kam er in der Saison 2012/13 zu 22 Einsätzen in der Primera División. In der Apertura und Clausura 2013/14 folgten elf weitere Erstligaspiele mit seiner Beteiligung. Ein Tor schoss er nicht. Im August 2014 schloss der sich dem guatemaltekischen Verein Deportivo Coatepeque an. Dort bestritt er zwei Ligaspiele (kein Tor). Ende August 2015 wechselte er zum uruguayischen Zweitligisten Deportivo Maldonado. Beim Verein aus Maldonado lief er bislang (Stand: 16. Juli 2016) in 15 Zweitligapartien (kein Tor) auf.